# Тиньково (Жуковский район)
Тимохино — деревня в Жуковском районе Калужской области России. Входит в состав сельского поселения «Село Высокиничи».

## География
Стоит на берегу реки Протва.
Рядом — Оболенское, Высокиничи.

## История
На восточной окраине деревни находится городище раннего железного века.
В 1627/29 годах сельцо Тинково (Тиньково) — вотчина князей Алексея Фёдоровича и Фёдора Фёдоровича Долгоруких.
В 1678 году Тиньково обрело статус поместья.
До 1776 году входила в Оболенский уезд Московской провинции Московской губернии, после относилась к Тарусскому уезду Калужского наместничества, затем   – губернии. 
В 1782 году село Покровское (Тинково тож) ведомства Главной дворцовой канцелярии. Находилось по обе стороны большой Алексинской дороги, в селе церковь каменная Покрова Пресвятой Богородицы.
В 1891 году входила в Высокочининскую волость Тарусского уезда.

## Население
| 2002 | 2010 |
| ---- | ---- |
| 59   | ↘56  |